# سیرک نامرئی (فیلم)
سیرک نامرئی (به انگلیسی: The Invisible Circus) فیلمی محصول سال ۲۰۰۱ و به کارگردانی آدام بروکس است. در این فیلم بازیگرانی همچون کامرون دیاز، جوردانا بروستر، کریستوفر اکلستون، بلایث دانر، کمیلا بل، پاتریک برگین، ایزابل پاسکو، موریتس بلایبتروی ایفای نقش کرده‌اند.